# آرامگاه ابن یمین
آرامگاه ابن یمین، محل دفن شاعر نامی قرن هشتم، ابن یمین طغرایی در استان سمنان است. بنای این آرامگاه که در سال ۱۳۹۷ به ملکیت اداره کل میراث فرهنگی استان سمنان درآمده؛ با پیگیری‌های عبدالرفیع حقیقت ساخته شده‌است. این مقبره در روستای فرومد، در فاصله ۱۰۵ کیلومتری شهرستان میامی قرار دارد.

## ابن یمین
امیر فخرالدین محمود بن امیر یَمین‌الدین طغرایی مستوفی بیهقی فَریومدی، مشهور و متخلص به ابن یمین، از شاعران معروف قرن هشتم هجری در ایران است که در ناحیه بیهق در مرکز جوین زیست کرده‌است. پدر وی در روزگار محمد خدابنده در روستایی به نام فریومد املاک و اسباب خریده و آنجا را برای زندگی برگزیده است. ابن یمین، منصب استیفاء و تحریر طغراهای وزیر خراسان را برعهده داشت. در نهایت وی به سال۷۶۹ه.ق از دنیا رفته و در همان روستای فریومد و در کنار پدر خویش دفن گردید.

## مشخصات بنا

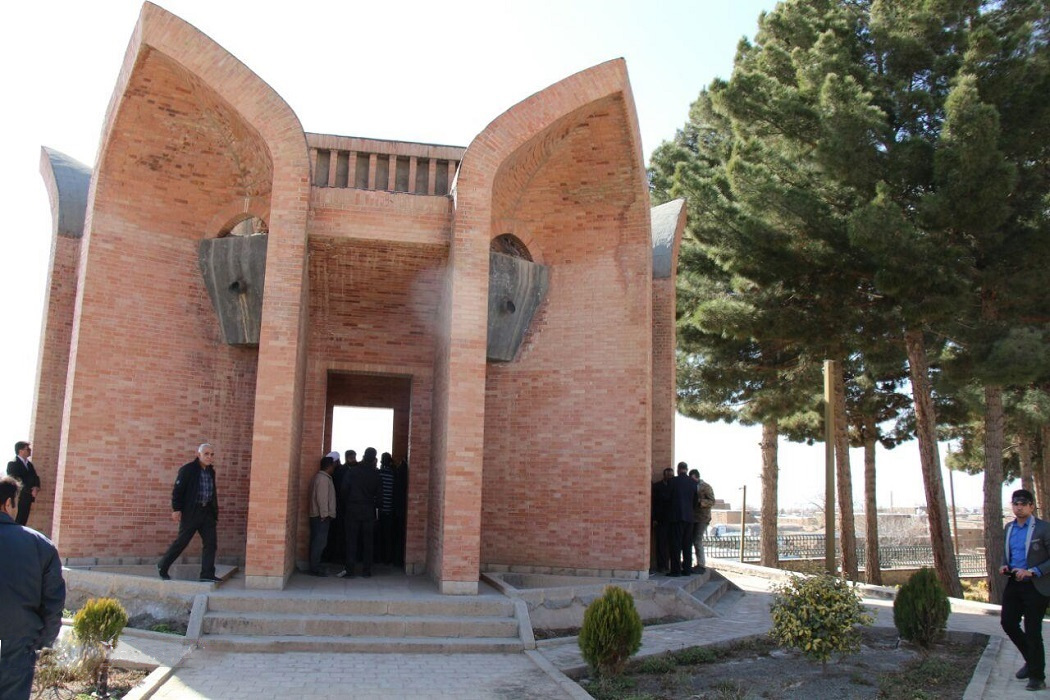
آرامگاه ابن یمین در روستای فرومد

آرامگاه ابن یمین در ابتدا، ساختمانی از خاک و خشت بود که رو به ویرانی گذاشته بود. با پیگیری‌های عبدالرفیع حقیقت، یک ساختمان شش گوشه به جای ساختمان قدیمی طراحی و ساخته شد. سنگ قبر شش گوشه ابن یمین در وسط بنا قرار دارد و شش گوشه بنا، تداعی کننده یک گل باز شده است. فضای سبز اطراف آرامگاه نیز با نرده محصور شده‌است. این بنا که در سال ۱۳۵۳ ساخته شده‌است، به عقیده برخی، نمادی از کلاه سربداران می‌باشد. بر روی سنگ قبر ابن یمین نوشته شده است: «آرامگاه امیر فخرالدین محمد ابن یمین‌الدین متخلص به ابن یمین، شاعری بوده‌است دانشمند، دوران زندگی را با کمال مناعت و وارستگی به پایان رسانده‌است».

### موقعیت
این آرامگاه در ۱۰۵ کیلومتری شمال شرقی میامی (شرقی‌ترین شهرستان استان سمنان) و ۱۶۵ کیلومتری شاهرود در روستای فرومد (فریومد) قرار گرفته‌است. این بنا در جوار مسجد جامع فرومد قرار گرفته است. مساحت این مجموعه ۱۲۱۳ متر می‌باشد.

### میراث فرهنگی
اداره کل میراث فرهنگی، از سال ۱۳۸۳تا ۱۳۹۷ در پی دریافت سند مالکیت مجموعه آرامگاه ابن یمین بوده‌است که پس از ۱۴ سال، سند این مجموعه به نام اداره کل میراث فرهنگی استان سمنان، صادر گردید. این سازمان مرمت سازی این بنا را در چند نوبت تا مردادماه ۱۳۹۹ تکمیل نموده‌است.